# The Hetch-Hetchy Valley, California
The Hetch-Hetchy Valley, California est un tableau du peintre germano-américain Albert Bierstadt réalisé vers 1874-1880. Cette huile sur toile représente la vallée d'Hetch Hetchy, dans la Sierra Nevada, en Californie.
Dominé par Kolana Rock, le paysage est presque entièrement dépourvu de présence humaine, seul un individu apparaissant près d'un bloc rocheux dans le coin inférieur gauche de la composition : artiste ou topographe, il semble occupé à reproduire le site auquel il fait face et dans lequel on remarque par ailleurs, plus loin, et au centre de l'image, des colonnes de fumée qui suggèrent la présence d'un campement amérindien.
Témoignage d'un temps où la vallée ne relevait pas encore du parc national de Yosemite et n'avait surtout pas encore été inondée par la mise en eau du barrage qui a créé le réservoir Hetch Hetchy, l'œuvre est conservée au Wadsworth Atheneum, à Hartford, dans le Connecticut.